# سیارک ۸۸۳۴
سیارک ۸۸۳۴ (به انگلیسی: 8834 Anacardium، نامگذاری:1989SX2) هشت هزار و هشتصد و سی و چهارمین سیارک کشف شده‌است که در ۲۶ سپتامبر ۱۹۸۹ کشف شد.
قدر مطلق سیارک برابر ۱۲٫۹۰ است.